# Brieg Guerveno
Brieg Guerveno es un músico de rock progresivo, procedente de Bretaña, que canta en idioma bretón.

## Historia
Brieg Guerveno es el nombre de un compositor e intérprete bretón de música progresiva, apasionado del rock de los 70. Su música, oscura y melancólica, se caracteriza por el uso de la lengua bretona. En varias ocasiones, Brieg ha declarado su amor por el idioma y la cultura bretona y su intención de contribuir a su defensa. «Source Celtique».
Desde 2006, le acompañan en el escenario y el estudio Joachim Blanchet, a la batería, y Xavier Soulabail, al bajo. Con esta formación, el trío actuó en salas y festivales de toda Bretaña, e incluso fuera, como en el País Vasco, Inglaterra y Japón.
En 2011 publican su primer álbum de estudio "Noziou/Deiou" (Las Noches/Los Días). Este primer álbum no satisface del todo a Brieg, que lo no lo considera un verdadero primer álbum, sino una compilación de sus composiciones.
En "Ar Bed Kloz" (2014), su segundo álbum y el más exitoso hasta entonces, Brieg Guerveno ofrece dos caras: una oscura, basada en el rock duro, y una cara más brillante gracias a los arreglos y melodías. Recibió muchos elogios del mundo de la crítica de rock progresivo, que lo consideró un trabajo personal muy singular.
Posteriormente, se incorporó al grupo Eric Cervera, a la guitarra.
Su último disco "Valgori" (2016) es más oscuro y crudo que los precedentes. Con este nuevo álbum, el grupo pretende ampliar sus actuaciones por los escenarios de toda Francia y Europa.

## Miembros
- Brieg Guerveno : voz, guitarra
- Joachim Blanchet : batería
- Xavier Soulabail : bajo
- Eric Cervera : guitarra

## Discografía

### Álbumes
- 2011: NOZIOU / DEIOU
- 2014: AR BED KLOZ
- 2016: VALGORI

### EP
- 2006: SEDER
- 2012: BLEUNIOU AN DISTRUJ